# Hubbardioidea
Hubbardioidea är en överfamilj av spindeldjur. Hubbardioidea ingår i ordningen schizomider, klassen spindeldjur, fylumet leddjur och riket djur. Enligt Catalogue of Life omfattar överfamiljen Hubbardioidea 258 arter. 
Hubbardioidea är enda överfamiljen i ordningen schizomider.
Kladogram enligt Catalogue of Life:
| Hubbardioidea | \| \| Hubbardiidae \| \| \| \| \| \| Protoschizomidae \| \| \| \| |
|               | \| \| Hubbardiidae \| \| \| \| \| \| Protoschizomidae \| \| \| \| |
|               | Hubbardiidae                                                      |
|               |                                                                   |
|               | Protoschizomidae                                                  |
|               |                                                                   |